# Rhipidure brun
Rhipidura drownei
Espèce
Statut de conservation UICN

 LC  : Préoccupation mineure
Le Rhipidure brun (Rhipidura drownei) est une espèce de passereau de la famille des Rhipiduridae.

## Distribution
Cet oiseau peuple l'île Bougainville.

## Description

### Habitat
Il vit aussi bien dans les milieux forestiers que dans les parcs et jardins urbains.

### Dimension et morphologie
Petits, ils mesurent de 11 à 16 centimètres, dont la moitié étant la queue et pèse en moyenne 8 grammes.
Le corps est rond et il n'a pas de cou visible ce qui le fait ressembler à une petite balle.
Sa queue en éventail le rend reconnaissable.

### Alimentation
Son alimentation se compose de petits insectes.

### Reproduction
Les couples de Rhipidures bruns sont à vie. Ils se reproduisent de fin juin à décembre.
Les nichées comptent de deux à cinq œufs en moyenne.